# Mosler MT900
La Mosler MT900 est une supercar américaine conçue par Mosler Automotive. Elle a été par la suite déclinée en 7 autres versions dont 2 S, 3 GTR et 2 R. C'est la première supercar construite par le groupe américain Mosler Automotive.

## Mosler MT900

### Moteur
La MT900 est équipée du V8 LS6 5,7 L, produisant 350 ch et lui permettant d'atteindre le 0 à 100 km/h en 3,5 secondes, avec une vitesse de pointe de 300 km/h.

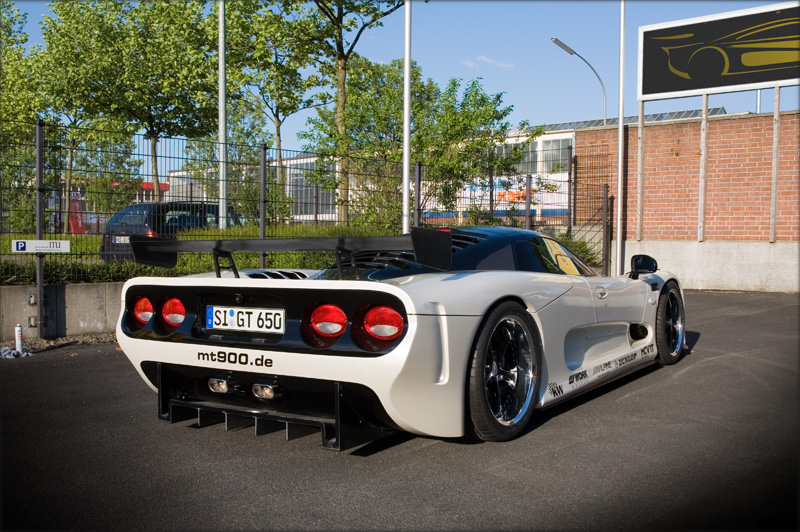
Vue de trois-quarts arrière

### Performances
- Vitesse maximale: 300 km/h
- 0–100 km/h: 3,5 secondes
- 0–160 km/h: 8,4 secondes
- 400 mètres départ-arrêté: 12,0 secondes
- Rapport Poids/Puissance: 3,357 kg/ch
- Rapport Puissance/Litre: 61,728 ch/litre

## Mosler MT900 S

### Moteur
La MT900 S est équipée du V8 LS6 5,7 L, produisant 435 ch et lui permettant d'atteindre le 0 à 100 km/h en 3,1 secondes, avec une vitesse de pointe de 306 km/h.

### Performances
- Vitesse maximale: 306 km/h
- 0–100 km/h: 3,1 secondes
- 0–160 km/h: 7,1 secondes
- 400 mètres départ-arrêté: 11,0 secondes
- Rapport Poids/Puissance: 2,644 kg/ch
- Rapport Puissance/Litre: 76,72 ch/litre

## Mosler MT900 S "Red Devil"

### Moteur
La MT900 S "Red Devil" est un modèle unique équipé du V8 LS7 de 7 litres développant 1 635 ch à seulement 5 800 tr/min. D'après les ingénieurs, une puissance dépassant les 1 800 chevaux pourrait être atteinte à 6 200 tr/min, le couple affichant 2 008 N m, grâce à l'adoption de deux turbocompresseurs, ce qui permettrait d'atteindre le 0 à 100 km/h en environ 2,8 secondes avec une vitesse de pointe estimée à plus de 400 km/h.
Elle repose sur la base d'une MT900 S modifiée par les ingénieurs de Nelson Racing Engines.

### Performances
- Vitesse maximale: + de 400 km/h (estimation)
- 0–100 km/h: ~ 2,8 secondes
- 0–160 km/h: > 6,0 secondes
- 400 mètres départ-arrêté: > 10,0 secondes
- Rapport Poids/Puissance: 0,673 kg/ch
- Rapport Puissance/Litre: 233,571 ch/litre

## Mosler MT900 GTR

### Moteur
La MT900 GTR est équipée du V8 LS7 7 L, produisant 600 ch et lui permettant d'atteindre le 0 à 100 km/h en 3,1 secondes, avec une vitesse de pointe de 340 km/h.

### Performances
- Vitesse maximale: 340 km/h
- 0–100 km/h: 3,1 secondes
- 0–160 km/h: 6,5 secondes
- 0–200 km/h: 8,9 secondes
- Rapport Poids/Puissance: 1,75 kg/ch
- Rapport Puissance/Litre: 85,58 ch/litre

## Mosler MT900 GTR XX

### Moteur
La MT900 GTR XX est un modèle en édition limitée créé pour fêter le vingtième anniversaire de Mosler Automotive. Elle est équipée du V8 LS7 de 7 litres et 620 chevaux lui permettant d'atteindre le 0 à 100 km/h en 3,1 secondes avec une vitesse de pointe de 340 km/h.

### Performances
- Vitesse maximale: 340 km/h
- 0–100 km/h: 3,1 secondes
- 0–200 km/h: 8,7 secondes
- Rapport Poids/Puissance: 1,774 kg/ch

## Mosler MT900 GTR XX IAD "The Land Shark"

### Moteur
La MT900 GTR XX IAD "The Land Shark" est un modèle préparé par IAD équipé du V8 LS7 de 7 litres qui reçoit deux turbocompresseurs et qui a été profondément modifié aux niveaux des injecteurs. Le moteur reçoit des éléments en carbone, titane et aluminium. La voiture est donnée pour 2 500 ch et le 0 à 100 km/h en 2,5 secondes avec une vitesse de pointe de 491 km/h.

### Divers
Le poids a été réduit de 250 kg grâce à l’utilisation de carbone et de kevlar sur le châssis. La voiture est donnée pour 857 kg avec le plein d’essence. La voiture dispose d'une transmission intégrale spéciale, composée de titane et de fibre de carbone. Les suspensions sont en titane.
Elle adopte des jantes en carbone et magnésium de 19 pouces à l’avant et 20 pouces à l’arrière, chaussées de pneus Michelin Pilot Sport 2.
La voiture fera sa première apparition officielle, avec une tentative de record de vitesse, lors de la Speed Week de Bonneville Salt Flats. Par ailleurs, une sortie au Nürburgring est prévue.

### Performances
- Vitesse maximale: 491 km/h
- 0–100 km/h: 2,5 secondes
- 0–240 km/h: 6,7 secondes
- 0–400 km/h: 17,5 secondes
- Rapport Poids/Puissance: 0,343 kg/ch

## Mosler MT900R et Mosler MT900M

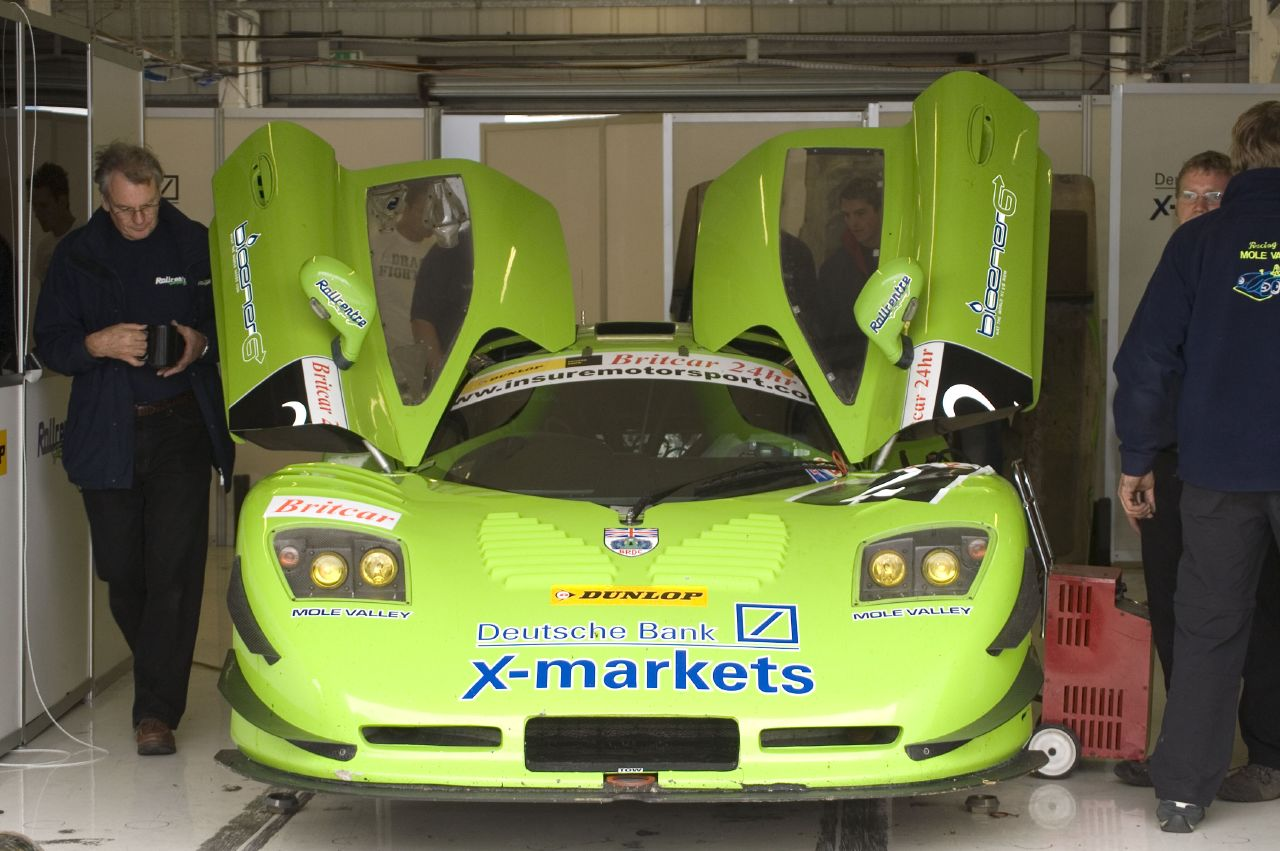
La MT900R aux 24 Heures de Silverstone en 2007

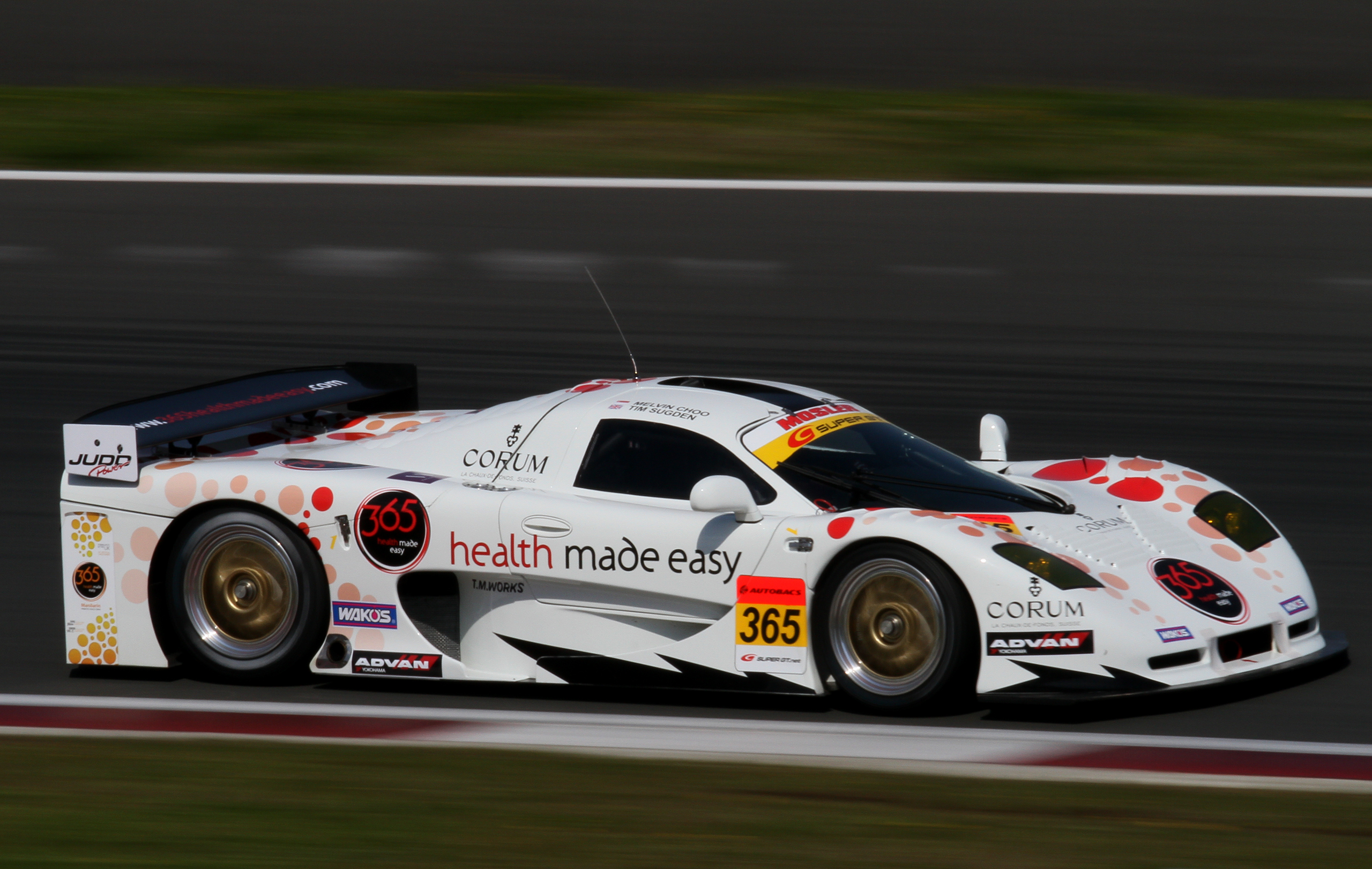
La MT900M de Super GT en 2010

Bien que rejetée dans son homologation pour le Championnat d'Europe FIA GT3, la voiture a été acceptée dans le Championnat GT britannique et a obtenu le titre en 2003. Le Championnat Belcar, le Championnat GT espagnol, l'International GT Open, le Super GT ou le Championnat GT Australien ont aussi autorisé à la voiture à courir.
La participation au championnat GT britannique lui permet de participer aux 1 000 km de Spa en 2003 et d'y remporter la catégorie GTO avec une sixième place.
La voiture remporte à deux reprises les 24 Heures Britcar de Silverstone, en 2005 avec Rollcentre Racing et en 2009 avec le Topcat Racing.